# Клинцы (Кировоградская область)
Клинцы́ (укр. Клинці) — село в Первозвановской сельской общине Кропивницкого района Кировоградской области Украины.
Слобода Клинцы основана в 1747 году возле крепости Св. Елисаветы староверами, жителями слободы Клинцы Черниговской губернии (сейчас город Клинцы Брянской области).
Население по переписи 2001 года составляло 840 человек. Почтовый индекс — 27651. Телефонный код — 522. Код КОАТУУ — 3522583901.
Инфраструктура: сельский совет, школа 1-2 ступеней, садик, ФАП